# Catalan Talgo
A Catalan Talgo egy 1969-ben elindított nemzetközi vasúti járat volt, amely a Spanyolországban található Barcelona França pályaudvar és a Svájcban található Genève-Cornavin pályaudvar között közlekedett. Nevét a spanyol Katalónia régióról és az általa használt Talgo-gyártású személykocsik után kapta.
Elődje a Le Catalan, egy csak első osztályú kocsikat továbbító járat volt, amely 1955-ben indult de csak Genf és a spanyol-francia határhoz legközelebb eső állomás között közlekedett. Itt átszállási lehetőség volt tovább Barcelona felé.

## Menetrend
| GC (70/71) | Ország        | Állomás         | km  | CG (72/73) |
| ---------- | ------------- | --------------- | --- | ---------- |
| 10:40      | Svájc         | Genève-Cornavin | 0   | 19:38      |
| 11:09      | Franciaország | Bellegarde      | 33  | 19:08      |
| 11:33      | Franciaország | Culoz           | 66  | 18:39      |
| 11:55      | Franciaország | Aix-les-Bains   | 88  | 18:21      |
| 12:09      | Franciaország | Chambéry        | 102 | 18:08      |
| 12:52      | Franciaország | Grenoble        | 165 | 17:28      |
| 13:55      | Franciaország | Valence         | 262 | 16:21      |
| 15:03      | Franciaország | Avignon         | 387 | 15:15      |
| 15:32      | Franciaország | Nimes           | 436 | 14:45      |
| 15:59      | Franciaország | Montpellier     | 486 | 14:15      |
| 16:42      | Franciaország | Béziers         | 557 | 13:33      |
| 17:00      | Franciaország | Narbonne        | 583 | 13:16      |
| 18:01      | Franciaország | Cerbère         | 688 | 12:14      |
| 18:25      | Spanyolország | Port Bou        | 690 | 11:49      |
| 20:39      | Spanyolország | Barcelona       | 864 | 09:45      |

## Képek

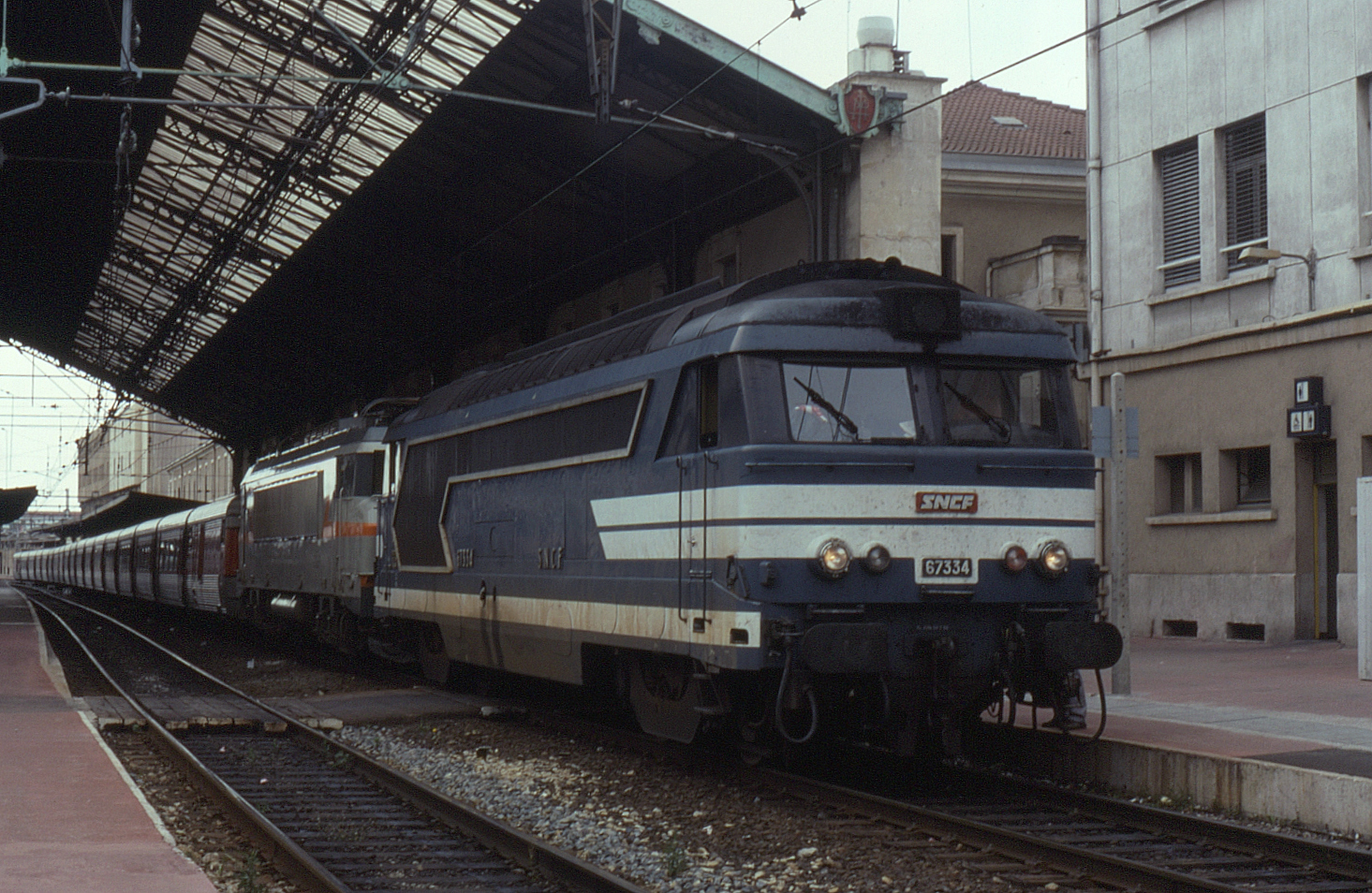
A járat 1993-ban Franciaországban egy SNCF BB 67300 sorozatú mozdonnyal
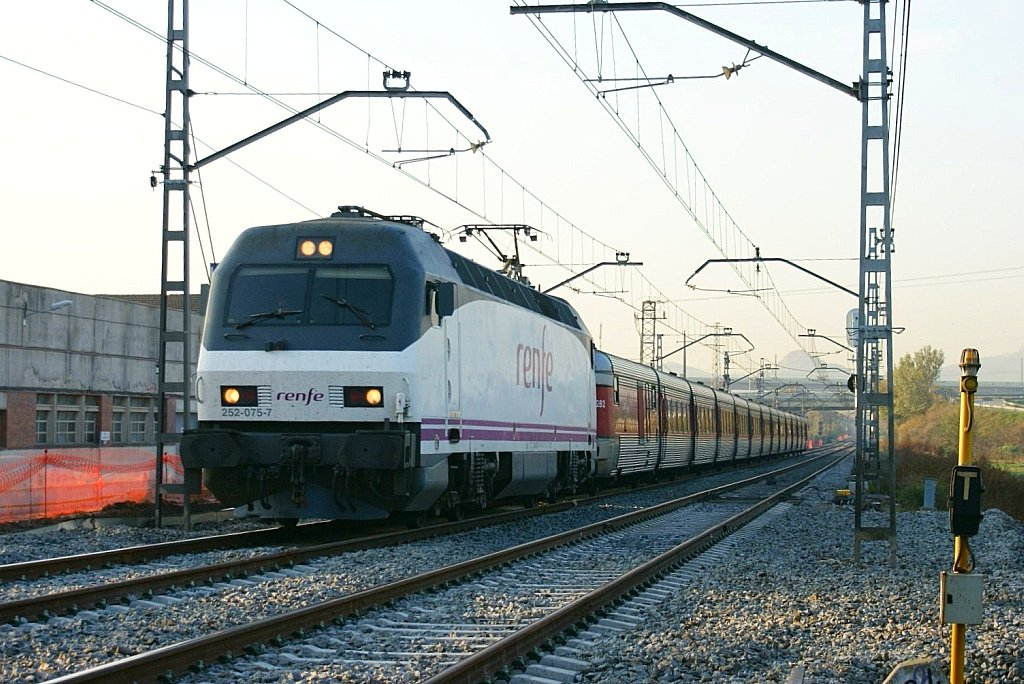
A Catalan Talgo 2009-ben
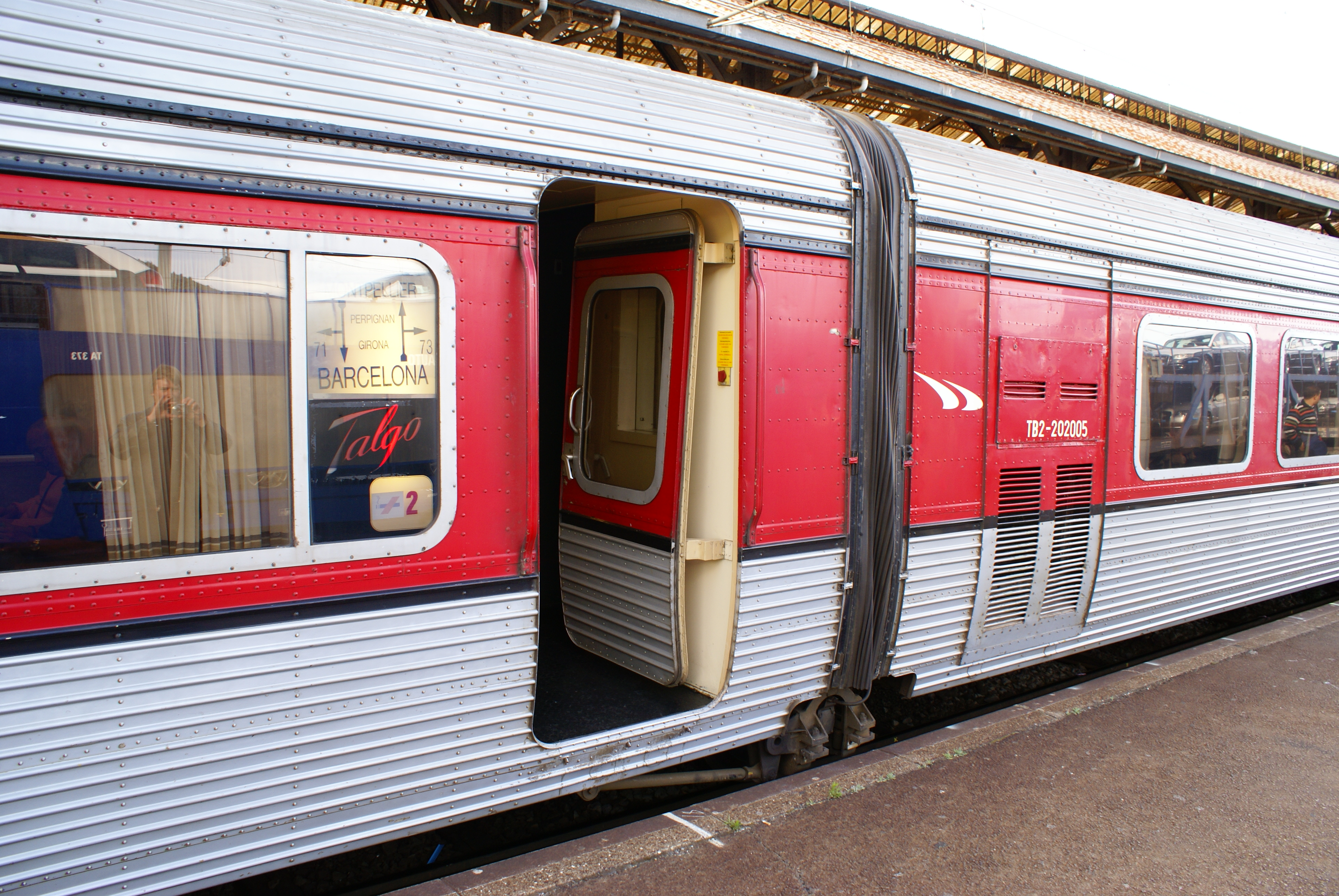
A Talgo-kocsi beszálló ajtaja
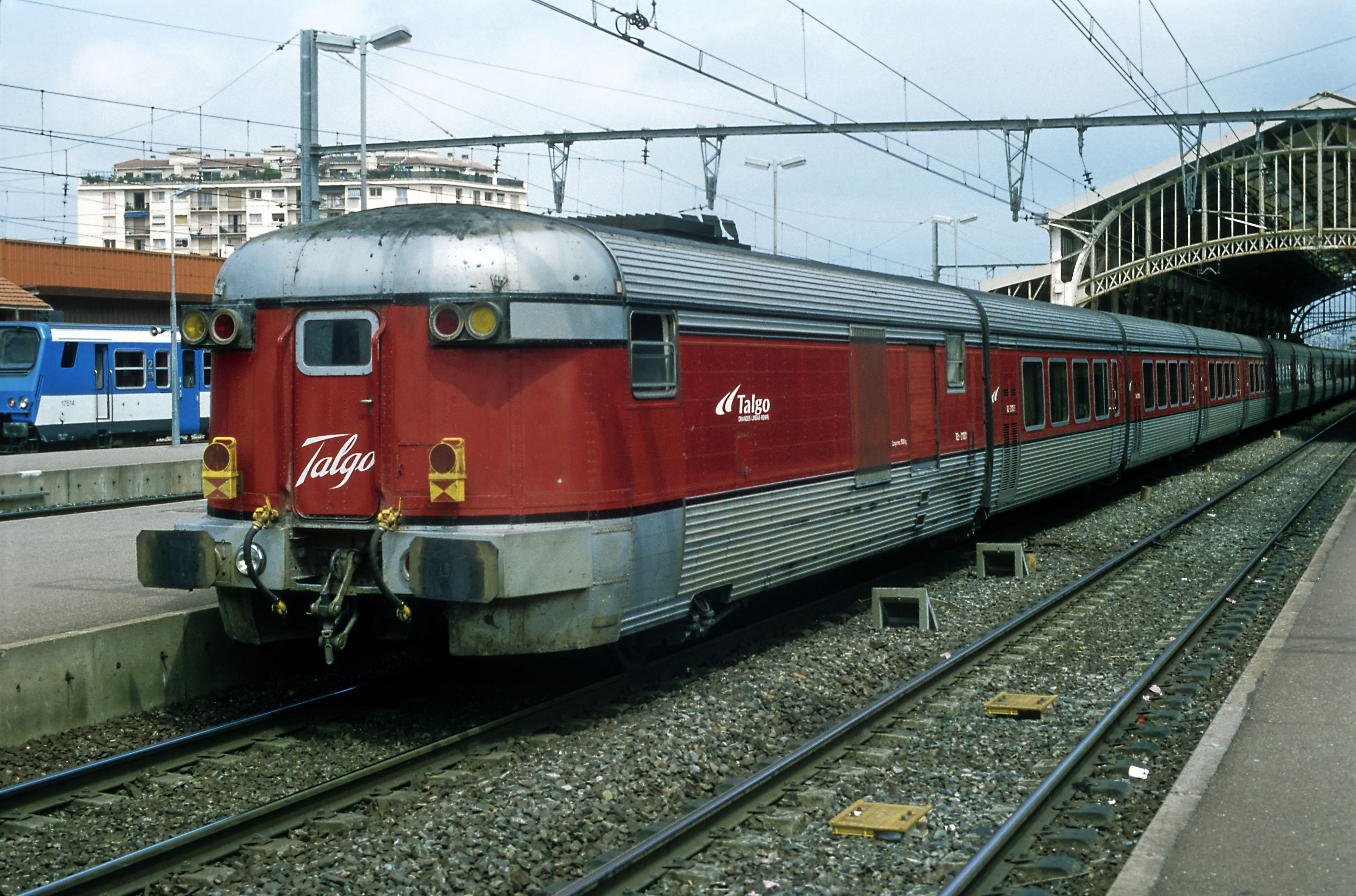
A Talgo kocsikból álló szerelvény